# Hormel Foods
Hormel Foods Corporation è un'azienda alimentare statunitense fondata nel 1891 ad Austin, Minnesota, da George A. Hormel come George A. Hormel & Company. Inizialmente concentrato sul confezionamento e la vendita di prosciutto, Spam, salsicce e altri prodotti a base di carne di maiale, pollo, manzo e agnello ai consumatori; negli anni 1980, Hormel ha iniziato a offrire una gamma più ampia di alimenti confezionati e refrigerati. L'azienda è stata ribattezzata Hormel Foods Corporation nel 1993. Hormel serve 80 paesi con marchi come Applegate, Columbus Craft Meats, Dinty Moore, Jennie-O e Skippy.